# Deheny Rodríguez
Deheny Rodríguez (* 30. September 1995 in Mexiko-Stadt) ist eine ehemalige mexikanische Fußballspielerin auf der Position einer Verteidigerin.

## Leben
Deheny Rodríguez spielte im Eröffnungsturnier der neu eingeführten Liga MX Femenil für Chivas Femenil, mit denen sie auf Anhieb den Meistertitel gewann.
Anschließend spielte sie für Veracruz Femenil, Monarcas Morelia Femenil und nach dem Lizenzverkauf des Hauptvereins für den Übernahmeverein Mazatlán Femenil, bevor sie ihre aktive Laufbahn in Diensten von Atlético San Luis Femenil beendete. 

## Erfolge
- Mexikanische Frauenfußballmeisterin: Apertura 2017